# موسیقی کره

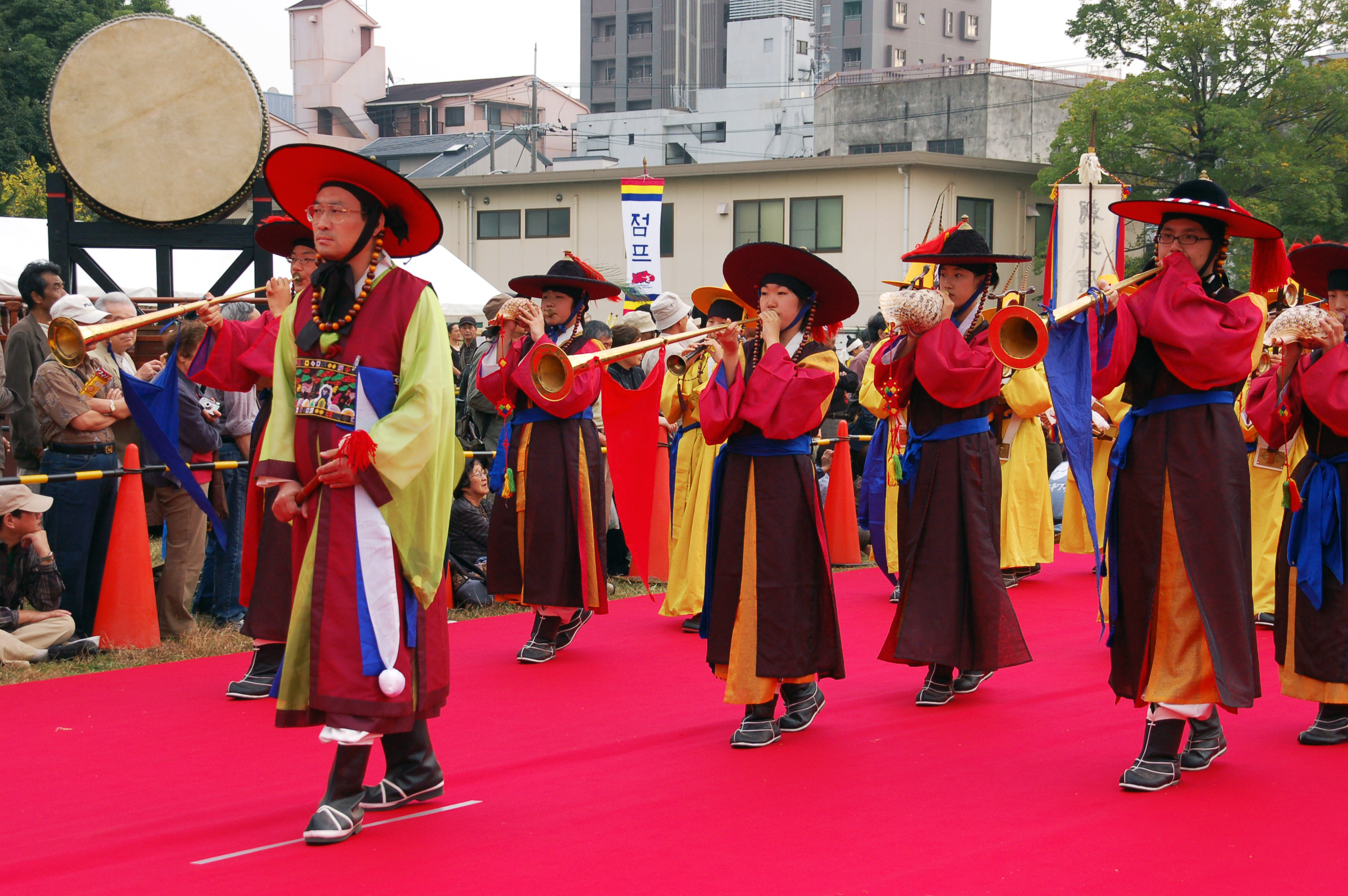
رژه موسیقی سنتی در سئول.

موسیقی در کره، اشاره به موسیقی شبه‌جزیره کره از دوران پیشاتاریخ تا زمان تقسیم کره به شمال و جنوب در سال ۱۹۴۵ اشاره دارد. این موسیقی شامل موسیقی درباری، موسیقی فولک، ترانه‌های شاعرانه و آهنگ‌های مذهبی است که در سنت‌های شمنیسم و بودیسم مورد استفاده قرار می‌گیرد. موسیقی کره‌ای، گوکاک (کره‌ای: 국악) نامیده می‌شود که معنای لفظی آن «موسیقی ملی» است.